# Талапкер (Восточно-Казахстанская область)
Талапкер (каз. Талапкер) — упразднённое село в Кокпектинском районе Восточно-Казахстанской области Казахстана. Входило в состав Кокжайыкского сельского округа. Код КАТО — 635039107. Ликвидировано в 2009 г.

## Население
В 1999 году население села составляло 35 человек (23 мужчины и 12 женщин). По данным переписи 2009 года, в селе проживал 21 человек (15 мужчин и 6 женщин).